# Image Sports Cars
Image Sports Cars Limited ist ein britischer Hersteller von Automobilen.

## Unternehmensgeschichte
Peter Allen gründete am 20. Januar 2005 das Unternehmen in Northampton in der Grafschaft Northamptonshire. Er begann mit der Produktion von Automobilen und Kits. Der Markenname lautet Image.

## Fahrzeuge
Die Modelle F 27 Clubman und F 27 MBE wurden 2005 von YKC Sports Cars übernommen. Dies sind Roadster im Stil des Lotus Seven. Verschiedene Motoren von Motorrädern treiben die Fahrzeuge an. Neben Komplettfahrzeugen und Bausätzen sind auch reine Baupläne erwerbbar. Insgesamt stellten die drei Hersteller Formula 27 Cars, YKC Sports Cars und Image Sports Cars seit 1991 etwa 75 Fahrzeuge und rund 3000 Baupläne her.
Der Monza ist ein offener zweisitziger Sportwagen. Er erschien 2005 als Nachfolger des Modells KR Roadster von Formula 27 Cars und YKC Sports Cars. Allerdings treibt nun ein V8-Motor von General Motors die Fahrzeuge an, während es zuvor entweder ein Motorradmotor oder ein Vierzylindermotor von Ford war. Seit 1998 entstanden etwa 15 Fahrzeuge.
Der Monaco TS-10 ist eine Eigenentwicklung. Das Fahrzeug ähnelt einem Rennwagen der Rennklasse Formel Junior der 1960er Jahre. Die offene Karosserie bietet Platz für zwei Personen nebeneinander. Ein Motorradmotor von der Honda Fireblade CBR 1000 treibt die Fahrzeuge an. Seit 2007 entstanden etwa acht Fahrzeuge.